# والری چیبینایف
والری ویکتورویچ چیبینیف (اوکراینی: Чибінєєв Валерій Вікторович ؛ ۳ مارس ۱۹۸۸ – ۳ مارس ۲۰۲۲) یک تک تیرانداز اوکراینی بود که به عنوان فرمانده گردان تک تیرانداز ۷۹ تیپ حمله هوایی خدمت می‌کرد. او در جنگ دونباس شرکت کرد و در سال ۲۰۱۶به دلیل اقدامات خود در طول یک مأموریت جنگی در آودیوکا نشان ستاره طلایی را دریافت کرد. چیبینایف در نبرد هوستومل در جریان تهاجم روسیه به اوکراین در سال ۲۰۲۲ کشته شد.

## سنین جوانی و تحصیل
چیبینایف در ۳ مارس ۱۹۸۸ در بردیانسک به دنیا آمد. او در یتیم خانه بزرگ شد. چیبینایف قبل از فارغ‌التحصیلی از آکادمی نظامی اودسا در لیسه ورزشی نظامی منطقه ای زاپوریژژیا زاخیسنیک بود.

## حرفه
در سال ۲۰۱۰، چیبینایف ستوان شد و به تیپ ۷۹ حمله هوایی پیوست.
در بهار ۲۰۱۴، واحد چیبینایف در چروونی لیمان مستقر شد. که در آن با آتش دشمن روبرو شدند که تعدادی از سربازان وی را مجروح کرد. در نمونه ای دیگر، او به نجات سه سرباز در داخل یک تانک که به مین زمینی برخورد کرده بود، کمک کرد. چیبینایف برای جلوگیری از اسیر شدن، زمانی ادعا کرد که بخشی از نیروهای تحت حمایت روسیه است. در ژانویه ۲۰۱۵، او یکی از سربازانی بود که در دومین نبرد فرودگاه دونتسک شرکت کرد.
چیبینایف در سال ۲۰۱۶ فرمانده گردان تک تیرانداز تیپ ۷۹ حمله هوایی شد. در ژوئیه ۲۰۱۶، او تیم‌های تک تیرانداز را در طول یک مأموریت جنگی در نزدیکی آودیئفکا رهبری کرد. این واحد با موفقیت تمام دوازده هدف از جمله مسلسل، نارنجک‌انداز و تک تیرانداز را منهدم کرد. چیبینایف زمانی که ترکش گلوله ای در کتفش فرورفت مجروح شد. او به رهبری بقیه واحد ادامه داد. به دلیل اقدامات خود، او در مراسم رژه روز استقلال اوکراین در خیابان خرشچاتیک توسط رئیس‌جمهور پترو پوروشنکو با نشان ستاره طلا مفتخر شد. او متعاقباً به درجه سرگرد ارتقا یافت.
چیبینایف در جریان تهاجم روسیه به اوکراین در سال ۲۰۲۲ جنگید و در ۳ مارس ۲۰۲۲ در فرودگاه هوستومل کشته شد.